# Kruščica (Berane)
Pour les articles homonymes, voir Kruščica.
Kruščica (en serbe cyrillique : Крушчица) est un village du nord-est du Monténégro, dans la municipalité de Berane.

## Démographie

### Évolution historique de la population
| 1948 | 1953 | 1961 | 1971 | 1981 | 1991 | 2003 |
| ---- | ---- | ---- | ---- | ---- | ---- | ---- |
| 275  | 321  | 312  | 212  | 190  | 165  | 97   |